# 마현지
마현지(1998년 1월 27일 ~)은 대한민국의 배우이다.

## 드라마
- 2022년 TV조선 빨간풍선
- 2022년 SBS 사내 맞선
- 2021년 tvN 지리산
- 2021년 채널A 무물쭈물 - 은하 역
- 2021년 콬tv 모꼬지 키친
- 2020년 tvN 사랑의 불시착 - 여대생 역
- 2020년 MBC 내가 가장 예뻤을 때 - 주인공 놀리는 학생 역
- 2020년 MBC 시네마틱드라마 SF8 - 하얀 까마귀 - 일진 역
- 2020년 JTBC 18 어게인 - 키즈카페선생님 역
- 2020년 KBS2 KBS 드라마 스페셜 - 모단걸 -  반장 역
- 2020년 JTBC 선배 그 립스틱 바르지 마요 - 손님1 역
- 2020년 tvN+ 소녀의 세계  - 수빈친구2 역
- 2020년 콬tv 솔로 말고 멜로 - 김수지 역
- 2020년 kakaotv 연애혁명 - 유솔 역

## 영화
- 2021년 초상화  - 김가영(좀비사회부/기자) 역
- 2021년 고잉홈-  심은하 역
- 2020년 I 돈 Know - 심지수 역
- 2020년 가제: 퍼스트 -  황승희 역
- 2020년 회식은 해식
- 2020년 죽이는 회식 미영 역
- 2020년 채영 - 채영 역
- 2020년 잠식  - 지연 역
- 2020년 우리집 - 서현 역
- 2019년 선물  - 이수민 역
- 2019년 꽃같은 세상 - 천사랑 역
- 2019년 첫사랑 (영화)|첫사랑 - 최서유 역
- 2019년 항마력테스트 - 이혜인 역
- 2019년 선택 (영화)|선택 - 김단유 역

## 연극
- 2020년 우리읍내